# Balkanbeekschildpad

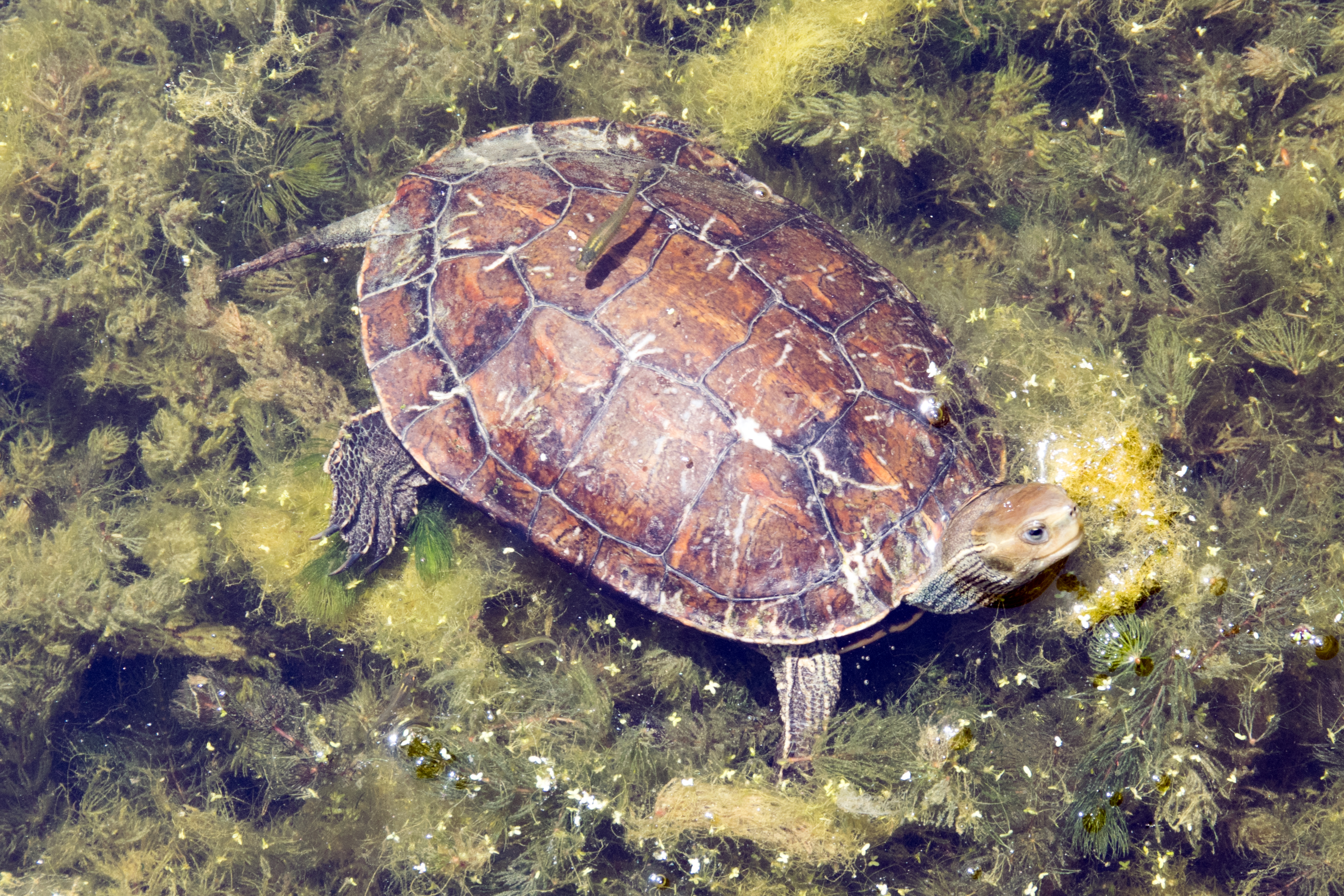
Westerse Mauremys rivulata

De balkanbeekschildpad (Mauremys rivulata) is een schildpad uit de familie Geoemydidae. Lange tijd werd de soort als ondersoort gezien van de Kaspische beekschildpad (Mauremys caspica), maar wordt tegenwoordig beschouwd als volwaardige soort. De soort werd voor het eerst wetenschappelijk beschreven door Achille Valenciennes in 1833. Oorspronkelijk werd de wetenschappelijke naam Emys rivulata gebruikt. 

## Algemeen
De balkanbeekschildpad komt voor in zuidoostelijk Europa en noordelijk Afrika, in Bulgarije, Griekenland (inclusief Kreta, de Ionische Eilanden en Cyprus), Israël, Joegoslavië, Libanon, Syrië en Turkije. In veel delen van het verspreidingsgebied is de schildpad het hele jaar door actief, bij droogte graaft deze soort zich in, wachtend op nattere tijden. Exemplaren in noordelijke delen van het verspreidingsgebied houden een winterslaap. De habitat bestaat uit stilstaande tot traag stromende wateren, zowel tijdelijke als permanente wateren zijn geschikt. Ook in kuststreken in lagunes met brak water is de soort te vinden.

## Levenswijze
Het voedsel bestaat uit zowel vlees, aas en planten, jongere dieren eten voornamelijk kleine dieren als wormen, slakken en andere ongewervelden als insecten, maar gaan naarmate ze ouder en groter worden meer planten eten. De balkanbeekschildpad is een aquatische soort die wel op het land komt om te zonnen maar bij mogelijk gevaar het water induikt. Omdat de schildpad vaak in groepen leeft duiken alle dieren met luid geplons in het water om pas enige tijd later weer op te duiken.

## Status
De schildpad wordt bedreigd en gaat in aantal en verspreidingsgebied achteruit, zowel door vernietiging, verdroging en vervuiling van de habitat. De balkanbeekschildpad is een sterke soort die een hoge tolerantie heeft, maar in sommige streken waar de soort voorkomt is de vervuiling door chemische bestrijdingsmiddelen en andere chemische stoffen zelfs voor deze schildpad te veel. Een andere bedreiging zijn invasieve soorten schildpadden die door de mens zijn verspreid, zoals de roodwangschildpad (Trachemys scripta elegans).